# 사자산 정신
사자산 정신(獅子山精神, Lion Rock Spirit)은 홍콩인에 의해 세대를 전하여 전수된다고 일컬어지는 핵심 정신 가치다. 해당 용어는 1970년대 TV 시리즈 사자산 아래의 주제가에서 비롯됐는데 사자산 아래는 당대 홍콩인들의 실제 생활 환경을 묘사한다. 사자잔 정신은 홍콩인이 홍콩을 현재와 같은 아시아의 대형 금융 중심지로 성장케 한 거대한 사회경제적 진전을 이룩할 수 있게 했다.

## 사자산 정신의 유래
RTHK의 사자산 아래 드라마 시리즈는 1973년에 시작했다. 1970년대 극빈층의 생활환경 뿐 아니라 공영 주택에 사는 노동계층, 라이언 락(사자산) 아래 오두막에서의 불법거주를 다뤘다. 그들은 제2차 세계 대전 이후 홍콩 재건을 위해 열심히 일을 했다. 해당 시리즈는 홍콩인 사이에 널리 공유되는 핵심 가치인 사자산 정신을 조명했다.

## 현대화된 사자산 정신의 대두

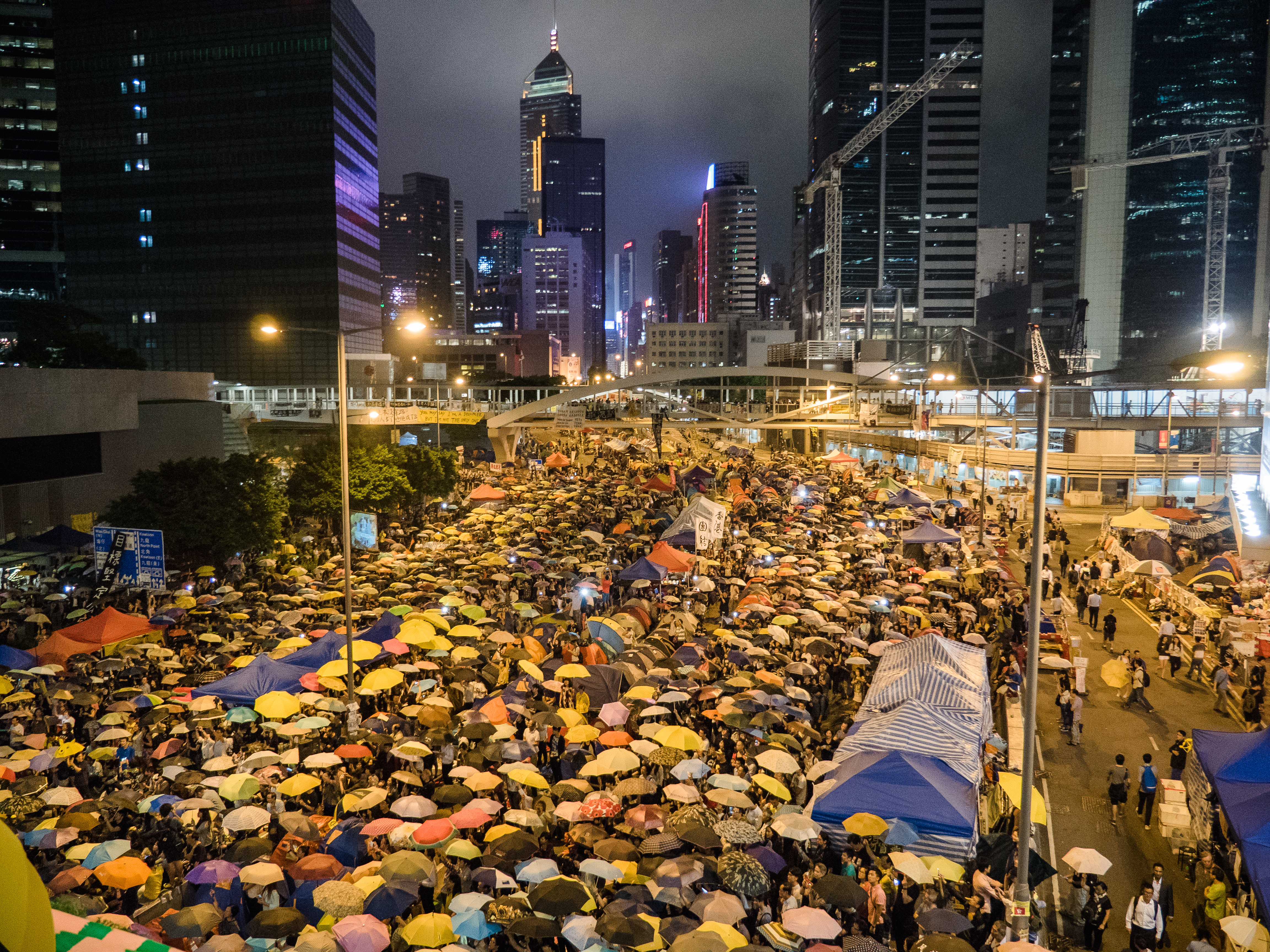
진정한 민주주의와 보편적 투표권을 위해 투쟁하는 2014년 홍콩 시위 도중 수 천 명이 감중에 모였다.

근년에 사자산 정신은 진정한 민주주의, 사회 평등과 정의를 위한 홍콩 시위대의 사회정치적 열망을 표현하는 방식으로 바뀌었다. 청년들은 활동적인 정치적 참여를 통해 그들의 의견과 요구에 대한 목소리를 더 내고 있다.

## 같이 보기
- 고전적 자유주의